# Das ist Walter
Дас ист Валтер (срп. То је Валтер) је први студијски албум групе Забрањено пушење објављен 10. априла 1984. године у издању дискографске куће Југотон. Албум је снимљен у зиму 1983. године. Назив је добио по филму Валтер брани Сарајево, те је уводна песма на албуму музика из истоименог филма. Почетни тираж албума је био 3.000 комада, а на крају је продан у 100.000 копија (првобитни тираж премашен 33 пута).

## Снимање
Након локалних свирки током 1982. и 1983. године у свом родном Сарајеву у разним универзитетским студентским клубовима као што су Кук, Траса и ЦЕДУС, Забрањено пушење је било спремно за сљедећи корак — издавање студијског албума. Састављени од седам енергичних младића у раним 20-им годинама, који су желели да се појачају на сцени, снимили су демо снимке за десетак нумера током пролећа 1983. у студију у Кисељаку. Постава која је снимила демо снимке била је – фронтмен и вокал др Неле Карајлић, ритам гитариста и главни текстописац Сејо Сексон, главни гитариста Мујо Снажни, басиста Самир Ћерамида, бубњар Зенит Ђозић, клавијатуриста Сеид Карајлић и саксофониста Оги Гајић.
На једној од свирки у сарајевском клубу Траса негде током лета 1983, младиће Забрањеног пушења видео је 33-годишњи Милић Вукашиновић, афирмисани сарајевски музичар у то време који је наступао у свом бенду Ватрени пољубац који је већ искусио меру славе као бивши. бубњар Бијелог дугмета током 1970-их. Такође су му дали своје демо снимке на свирци. Свиђајући му се оно што је видео и чуо, Вукашиновић их је повезао са својим пријатељом и бившим чланом групе Чичак с краја шездесетих година, Махмутом „Пашом“ Феровићем, који је сада имао скромни студио за снимање у сопственој кући у којој је радио као продуцент.
Улазећи у студио на снимање албума, Забрањено Пушење је извршило неке кадровске промене у односу на поставу која је снимила демо снимке шест месеци раније. Бенд је добио нову ритам секцију где су Муња Митић и Шеки Гејтон постали нови басиста и бубњар. Снимање које је продуцирао Феровић, почело је у новембру 1983. и трајало је скоро 7 месеци због разних олакшавајућих околности. Карајлић је о снимању рекао следеће:
| „ | Процес снимања са Пашом Феровићем у његовој кући био је веома симболичан за цео наш стеновити пут као бенд. Може се сажети као — „per aspera ad astra“. Требало је око 7 месеци да се заврши снимање, не зато што смо се мучили са материјалом — могли смо да певамо те песме у сну — већ зато што је комбинација нас и Паше Феровића била као једна дуга анегдота. Могао бих буквално да напишем књигу о тих 7 месеци. Само једна од многих ствари које смо морали да превазиђемо је, на пример, да се наш типичан радни дан у то време састојао од тога да седам чланова бенда устају ујутру, а затим се око 10 ујутро деле у групе које су ишле од једне кафане до друге по граду, тражећи Пашу Феровића који је цијелу претходну ноћ провео пијући на једном од ових места. Нажалост, тада није било мобилних телефона, што би знатно скратило ову претрагу. Након што бисмо га пронашли, буквално бисмо га огулили са стола и одвели кући да продуцира нашу плочу. Била је то најгоре продуцирана плоча у историји југословенског рокенрола, али енергија коју смо у њу унели видљива је када је слушате. И управо та сирова искреност је касније погодила много људи... Када смо коначно завршили снимање, били смо буквално потрошени, и физички и емоционално, о чему сведочи чињеница да је свака особа укључена у због чега је био толико стресан да смо се сви разболели од болести које се крећу од цирозе јетре до упале плућа. Ја сам, рецимо, завршио са увећаним лимфним чворовима по целом телу. | ” |

Ритам гитариста бенда и писац главних текстова Сејо Сексон сећа се снимања на следећи начин:
| „ | У његовом сам студију у три месеца и магистрирао и докторирао рокенрол. Сећам се како сам долазио пред његова врата, а њега наравно није било, јер је у договорено време седео у некој кафани, па сам читао натписе претходних огорчених конзумената његовог студија - Паша, мртав си, Паша, отпуштен си, Паша, никад више… Или када би у пола снимања Горан Бреговић дошао у студио да узме свој магнетофон, па када би ми сконтали да пола Пашиног студија припада неком другом, од некога је посуђено. Срећом, Бреговић тада није однео свој магнетофон, па њему можемо захвалити што смо икада снимили први албум. На његових осам канала снимао је бенд од шест људи. Ко се разуме у овај посао зна колико је то тешко. Рецимо, на истоме смо каналу снимали тимпане и флауту. Да није било Паше Феровића и Миће Вукашиновића, те 1984. овај би се бенд дефинитивно угасио а да никада не би ништа направио. Наиме, била је то критична четврта година наше каријере, када те већ код куће почињу питати докле ћеш тако, па се и сам запиташ има ли твоје тамбурање икаквога смисла, а кад почнеш конобарити и тражити посао на бензинској, то значи да је са Забрањеним пушењем готово. Да није било Паше и Миће, завршили бисмо као толики други анонимуси у историји рокенрола. | ” |

На пола снимања, млади бенд је ухватио Раку Марића, који им је помогао да пронађу издавачку кућу која ће објавити материјал. Прво га је понудио ПГП РТБ-у, али након што су они то одбили, Марић је контактирао креативног директора Југотона Синишу Шкарицу који је то прихватио.

## Списак песама
Референца: Discogs
| №  | Назив                                        | Аутор(и)                    | Аранжман | Трајање |  |
| 1. | Увод (Музика из филма Валтер брани Сарајево) | Бојан Адамич                |          | 1:30    |  |
| 2. | Анархија ол овер Башчаршија                  | Давор Сучић Дражен Јанковић | Сучић    | 1:42    |  |
| 3. | Абид                                         | Сучић Ненад Јанковић        | Сучић    | 3:40    |  |
| 4. | Пут у средиште рудника Крека Бановићи        | Сучић Н. Јанковић           | Сучић    | 2:07    |  |
| 5. | Селена, врати се, Селена                     | Сучић Н. Јанковић           | Сучић    | 4:03    |  |
| 6. | Нећу да будем швабо у дотираном филму        | Сучић Мирко Срдић           | Сучић    | 2:30    |  |

| №  | Назив                          | Аутор(и)          | Аранжман          | Трајање |  |
| 1. | Шеки ис он д роуд агејн        | Сучић Н. Јанковић | Сучић             | 3:35    |  |
| 2. | Кино Први Мај                  | Сучић             | Сучић Д. Јанковић | 4:09    |  |
| 3. | Памтим то као да је било данас | Сучић             | Сучић Д. Јанковић | 2:07    |  |
| 4. | Зеница блуз                    | Сучић Џони Кеш    | Сучић             | 2:27    |  |
| 5. | Чејени одлазе...               | Сучић Н. Јанковић | Сучић             | 4:13    |  |

## Извођачи и сарадници
Пренето са омота албума.
| Забрањено пушење - Давор Сучић – ритам гитара - Младен Митић – бас-гитара, пратећи вокал - Мустафа Ченгић – електрична гитара - Предраг Ракић – бубњеви, пратећи вокал - Огњен Гајић – саксофон, флаута - Дражен Јанковић – оргуље, клавијатуре, пратећи вокал - Ненад Јанковић – вокал Гостујући музичари - Аида, Сњежа и Харис – пратећи вокали (песме бр. А4, А5, А6, Б1, Б2, Б4) - Бења, Јуре, Дадо и Мујо – пратећи вокали (песме бр. А2, А3, Б5) | Продукција - Махмут "Паша" Феровић – продукција, снимање (Студио 17 у Сарајеву) - Силвано Булешић – мастеринг (Југотон у Загребу) - Радомир "Рака" Марић – извршна продукција - Вукашин Бабовић – организација - Милић Вукашиновић – подршка - Дубравко Мајнарић – главни и одговорни уредник (Југотон у Загребу) - Синиша Шкарица – музички уредник (Југотон у Загребу) Дизајн - Ненад Василијевић – дизајн, фотографија - Раде Косановић – дизајн - Небојша Жигић – фотографија (Студио Ада у Београду) - Милоје Стеванић "Ђакон" – фотографски послови |

## Наслеђе
Године 2015. омот албума био је рангиран на 41. месту на листи 100 највећих омота албума југословенског рока.